# Crime of the Century (album)
Crime of the Century je třetí studiové album anglické progresivní rockové skupiny Supertramp, vydané 13. září 1974.

## Seznam skladeb
Všechny skladby napsali Roger Hodgson a Rick Davies.

### Strana 1
1. "School" – 5:35
2. "Bloody Well Right" – 4:32
3. "Hide In Your Shell" – 6:49
4. "Asylum" – 6:45

### Strana 2
1. "Dreamer" – 3:31
2. "Rudy" – 7:17
3. "If Everyone Was Listening" – 4:04
4. "Crime of the Century" – 5:32

## Sestava
- Bob C. Benberg - bicí, perkuse
- Roger Hodgson - zpěv, kytara, klávesy, piáno
- John Anthony Helliwell - saxofon, klarinet, zpěv
- Dougie Thomson - baskytara
- Richard Davies - zpěv, klávesy, harmonika